# Pulli (Kambja)
Pulli – wieś w Estonii, w prowincji Tartu, w gminie Kambja.